# Bitwa pod Kuju
Bitwa pod Kuju – starcie zbrojne, które miało miejsce w roku 1019 w trakcie walk kitańsko-koreańskich.
W grudniu 1018 roku 100-tysięczna armia kitańska pod dowództwem generała Xiao Paiya wkroczyła na ziemie koreańskiego królestwa Goryeo. 200-tysięczne wojska koreańskie oczekiwały przeciwnika w rejonie Anju. Kitanowie przekroczyli graniczną rzekę Yalu, po czym wpadli w zasadzkę, ponosząc w walce z wojskami generała Kang Kam-chana ciężkie straty. 
W tym samym czasie wojska koreańskiego generała Kang Min-choma odcięły odwrót Kitanom, którzy podjęli jeszcze nieudaną próbę ataku na stolicę królestwa, Kaegyŏng. Na początku 1019 roku wycofujące się wojska kitańskie zostały zaatakowane przez Koreańczyków w rejonie Kuju, gdzie zostały rozgromione. Z całej armii ocalało zaledwie kilka tysięcy żołnierzy. 